# Jusqu'à la mort (film, 2007)
Pour les articles homonymes, voir Jusqu'à la mort.
Pour plus de détails, voir Fiche technique et Distribution.
Jusqu'à la mort ou Au seuil de la mort au Québec (Until Death) est un film germano-britannico-bulgaro-américain réalisé par Simon Fellows et sorti en 2007.

## Sypnosis
Anthony Stowe, un détective rongé par la drogue, sort d’une transaction qui entraînera la mort de deux policiers. L'assassin, l'argent, la drogue et les bandes de surveillance restent introuvables. Mais Stowe a d’autres soucis, sa femme vient de lui annoncer qu’elle est enceinte d'un autre. À la suite d'une fusillade, il tombe dans le coma. Alors qu’il se ressaisit, il s’engage personnellement à se racheter auprès de sa femme qui vient d'être enlevée et à se venger une fois pour toutes de son agresseur.

## Fiche technique
- Titre français : Jusqu'à la mort
- Titre québécois : Au seuil de la mort
- Titre original : Until Death
- Réalisation : Simon Fellows
- Assistance réalisation : Mark Roper
- Pays de production :  États-Unis,  Royaume-Uni,  Bulgarie,  Allemagne
- format : cinémascope 2.35.1
- Genre : Action, policier, drame, thriller
- Durée : 101 minutes
- Date de sortie DVD
  - États-Unis : 24 avril 2007
  - France : 22 juillet 2008

## Distribution
- Jean-Claude Van Damme (VF : Patrice Baudrier, VQ : Daniel Picard) : Anthony Stowe
- Selina Giles (VF : Marie Zidi, VQ : Anne Bédard) : Valerie Stowe
- Mark Dymond (VQ : François Trudel) : Mark Rossini
- William Ash : Serge
- Stephen Lord (en) (VQ : Frédéric Desager) : Jimmy Medina
- Gary Beadle (VF : Paul Borne, VQ : Pierre Therrien) : Mac
- C. Gerod Harris : Ross
- Wes Robinson : Chad Mensen
- Stephen Rea (VF : Gabriel Le Doze, VQ : Luis de Cespedes) : Gabriel Callaghan
- Buffy Davis : Jane
- Alana Maria : Clementine
- Fiona O'Shaughnessy : Lucy
- Adam Leese : Van Uffel
- Rachel Grant (VQ : Geneviève Désilets) : Maria Ronson
- Paul Williams : Tommy
- Ivo Kehayov : Conducteur
- Maggie Eldred : Samantha Curry
- Trevor Cooper : Walter Curry
- Julia Horvath (VQ : Catherine Hamann) : Wanda
- Rachel O'Meara : Docteur Kate Morris
- Michal Yannai (VF : Karine Foviau) : Jessica
- Gary McDonald (VF : Gilles Morvan): Larenz
- Kevin John Harvey : Carter
- Eric Loren : Docteur Gaudio
- Coarties J. Rains : Ambulancier
- Mark Johnson : James Lacy
- Velimer Velev : Manager
- Atanas Srebrev (de) : Monsieur Millstein
- Mena McCabe : Madame Millstein
- Dejan Angelov : Voleur
- Marta Kondova, Nadja Berlinghoff et Sofia Vasileva : Infirmières
- Marianne Stanicheva : Rosalia
- Vasil Ketanov : Voiturier
- Svetulo Dobrev et Biliana Petrinska : Serveurs
- James Graves, Julian Dioulo, Ryan Congiardo, David Michel et Johnny Rock : Policiers
- Michael McCoy : Propriétaire
- Julian Vergov : Agent
- Jonas Talkington : Docteur
- Frank Riede : Homme maigre
- Milen Simeonov et Azis : Hommes qui chantent
- Amy Mihailova et Vladimir Mihailov : Couple qui chante sur la scène
- Jessica Dwyer : Fêtarde
- Alexandrina Vladova : Visiteuse
- Sofia Leticia Morales : Nadia
- Peter Kuiper : Vieux gangster
- Anna Mihailova : Femme du vieux gangster
- Sydney Dwyer : Fille
- Vladimir Koev : Inspecteur Maxwell

Source et légende : Version québécoise (V.Q.) sur Doublage Québec.

## Versions alternatives
Il existe trois versions du film :

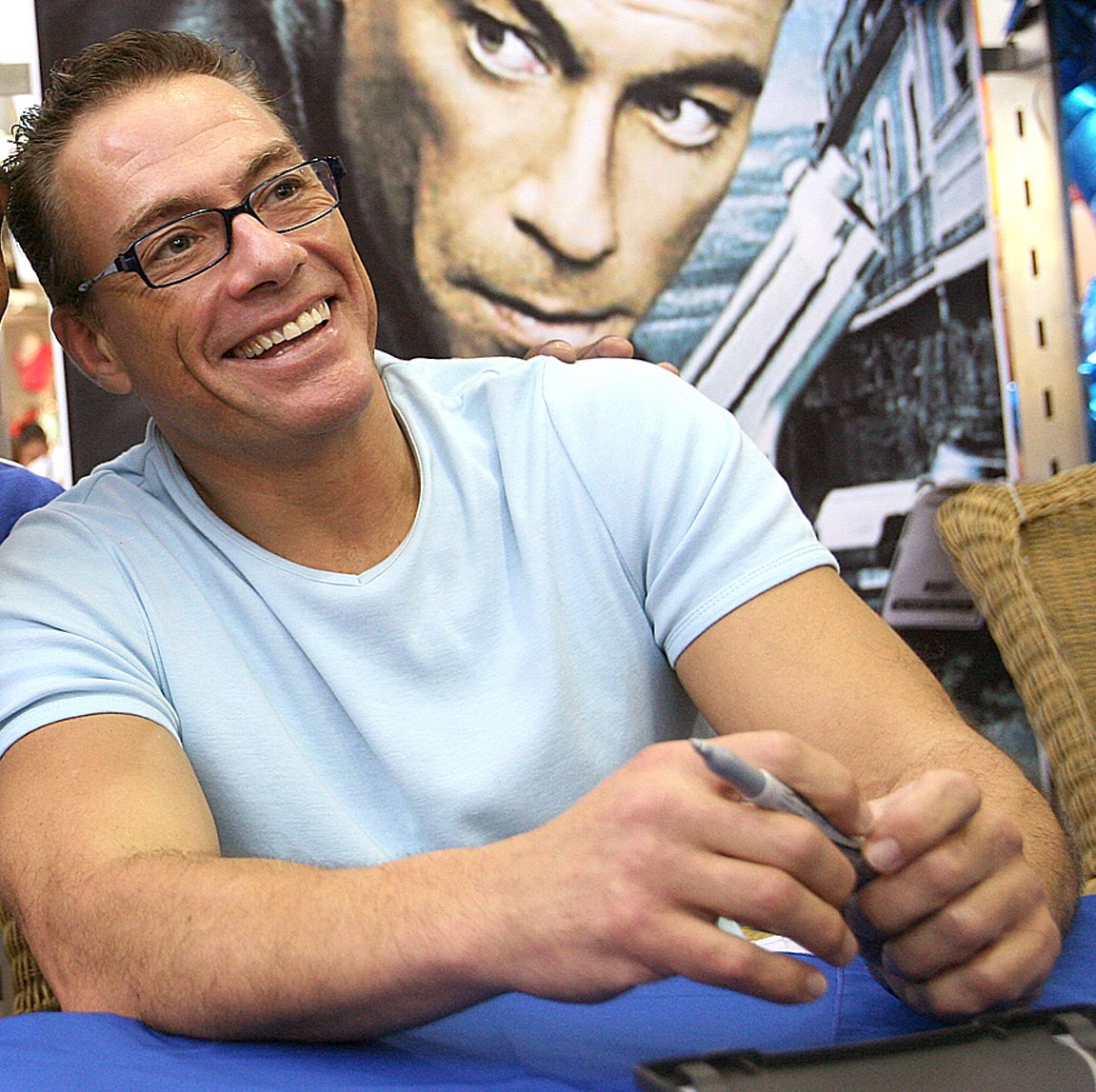
Jean-Claude Van Damme

1. Le montage de la version publiée par Sony aux États-Unis a été supervisé par Van Damme lui-même. Cette version dure 101 minutes et présente une fin « heureuse ».
2. Un montage plus long du film est publié en Europe (par Momentum au Royaume-Uni et par EMS en Allemagne). Celui-ci a été supervisé par le réalisateur du film Simon Fellows. Cette version du film dure environ 107 minutes et présente une fin beaucoup plus décourageante. Certaines scènes de combat (en particulier dans la dernière séquence du film) sont montées de manière très différente et la fusillade au point culminant est prolongée, et bien que cette version du film comporte plus de séquences que la coupe américaine, du matériel (y compris un coup de feu à la tête) est absent de cette director's cut.
3. Une version de travail existe également. D'une durée de 113 minutes, elle présente les images exclusives de la sortie américaine supervisée par Van Damme intégrées dans le cadre de la version du réalisateur européenne. Cette version du film serait sortie en DVD en Scandinavie et en Belgique.

### Articles annexes
- Psychotrope au cinéma et à la télévision